# Glenea pseudoglaucescens
Glenea pseudoglaucescens là một loài bọ cánh cứng trong họ Cerambycidae.